# Rolf Rüssmann
Rolf Rüssmann (13. oktober 1950 – 2. oktober 2009) var en tysk fodboldspiller (forsvarer).
Hans karriere blev primært tilbragt hos FC Schalke 04, hvor han var tilknyttet i to omgange, samlet 10 sæsoner. Han spillede imidlertid også fem år hos ærkerivalerne fra Borussia Dortmund, ligesom han i et halvt år var udlandsprofessionel i Belgien hos Club Brugge. Med Schalke vandt han i 1972 den tyske pokalturnering.
Rüssmann spillede desuden 20 kampe og scorede ét mål for Vesttysklands landshold. Han blev udtaget til VM i 1978 i Argentina, og var på banen i alle tyskernes seks kampe under turneringen.

## Titler
DFB-Pokal
- 1972 med Schalke 04